# Saïmon Bouabré
Pour les articles homonymes, voir Bouabré.
Saïmon Bouabré, né le 1er juin 2006 à Saint-Étienne en France, est un footballeur français qui évolue au poste de milieu offensif au Neom SC.

## Biographie

### Jeunesse
Saïmon Nadélia Bouabré naît à Saint-Étienne le 1er juin 2006.

### Jeunesse et début de carrière en club
Il commence le football dans le club local de l'AS Saint-Étienne, puis il joue pour Andrézieux-Bouthéon FC et le SC Air Bel avant de rejoindre l'AS Monaco pour y poursuivre sa formation.
AS Monaco (2021-2025)
Il fait partie de l'équipe des moins de 18 ans qui remporte la Coupe Gambardella lors de l'édition 2022-2023 face au Clermont Foot 63 (2-4 score final) le 29 avril 2023. Il se distingue lors de la finale en marquant un but et en délivrant une passe décisive,. En juin 2023 il signe son premier contrat professionnel à l'âge de 17 ans.
Le 1er novembre 2024, il entre en jeu lors de la réception d'Angers SCO, cela marquant sa première apparition lors de cette saison avec l'équipe première. Cependant, il ne parvient pas à renverser la tendance et son équipe s'incline 1-0.
Le 10 janvier 2025, il est pour la première fois de sa carrière professionnelle, titulaire, il est positionné sur l'aile droite à l'occasion de la 17e journée de Ligue 1 de la saison 2024-2025 lors d'une confrontation face au FC Nantes il est remplacé à la 62e minute au profit d'un autre jeune de la formation monégasque, Lucas Michel.
Neom SC (2025-)
Le 2 aôut 2025, le club tout juste promus en Saudi Pro League, Neom SC annonce l'arrivé du jeune international U20 pour un montant estimé à 10 millions d'euros. Convoité également par l'OM, il signe un contrat de cinq ans avec le club saoudien. Il y rejoint ses compatriotes arrivé également au cours de l'été tel que Alexandre Lacazette et Nathan Zézé sous les ordres de Christophe Galtier.

### En sélection
Saïmon Bouabré représente la France en sélection, il commence avec les moins de 16 ans, jouant au total douze matchs avec cette sélection de 2021 à 2022. Il marque également deux buts et officie à trois reprises comme capitaine.
En mai 2023, Saïmon Bouabré est sélectionné avec l'équipe de France des moins de 17 ans pour participer à l'Euro 2023 organisé en Hongrie.
La France se qualifie pour la finale après avoir battu l'Espagne le 30 mai 2023 sur le score de trois buts à un,,. Il figure dans le onze type de l'Euro des moins de 17 ans 2023.
En novembre 2023, il participe à la Coupe du monde des moins de 17 ans, organisée en Indonésie. Il dispute cinq matchs et marque un but en finale, face à l'Allemagne, mais son équipe s'incline aux tirs au but.

## Statistiques
| Saison                | Club                  | Championnat           | Championnat | Championnat | Championnat | Coupe(s) nationale(s) | Coupe(s) nationale(s) | Coupe(s) nationale(s) | Compétition(s) continentale(s) | Compétition(s) continentale(s) | Compétition(s) continentale(s) | Compétition(s) continentale(s) | Total | Total | Total |
| Saison                | Club                  | Division              | M.          | B.          | P.d.        | M.                    | B.                    | P.d.                  | Comp.                          | M.                             | B.                             | P.d.                           | M.    | B.    | P.d.  |
| 2023-2024             | AS Monaco             | Ligue 1               | 1           | 0           | 0           | -                     | -                     | -                     | -                              | -                              | -                              | -                              | 1     | 0     | 0     |
| 2024-2025             | AS Monaco             | Ligue 1               | 3           | 0           | 0           | 1                     | 0                     | 0                     | C1                             | -                              | -                              | -                              | 4     | 0     | 0     |
| Total sur la carrière | Total sur la carrière | Total sur la carrière | 4           | 0           | 0           | 1                     | 0                     | 0                     | -                              | -                              | -                              | -                              | 5     | 0     | 0     |

## Palmarès

### En club
AS Monaco
- Vice-champion de France en 2024
- Vainqueur de la Coupe Gambardella en 2023

### En sélection
France -17 ans
- Finaliste du Championnat d'Europe des moins de 17 ans en 2023
- Finaliste de la Coupe du monde des moins de 17 ans en 2023

 France -19 ans
- Finaliste du Championnat d'Europe des moins de 19 ans en 2024